# Sleep Well Beast
Sleep Well Beast è il settimo album in studio del gruppo rock statunitense The National, pubblicato nel 2017.

## Tracce
Testi e musiche di Aaron Dessner, Bryce Dessner e Matt Berninger, eccetto dove indicato.
1. Nobody Else Will Be There – 4:39 (A. Dessner, Berninger)
2. Day I Die – 4:31 (A. Dessner, B. Dessner, Berninger, Bryan Devendorf, Scott Devendorf)
3. Walk It Back – 5:59
4. The System Only Dreams in Total Darkness – 3:56
5. Born to Beg – 4:22
6. Turtleneck – 3:00 (A. Dessner, Berninger)
7. Empire Line – 5:23
8. I'll Still Destroy You – 5:15
9. Guilty Party – 5:38
10. Carin at the Liquor Store – 3:33 (A. Dessner, Berninger)
11. Dark Side of the Gym – 4:50
12. Sleep Well Beast – 6:31 (A. Dessner, Berninger)